# Konakovský okres

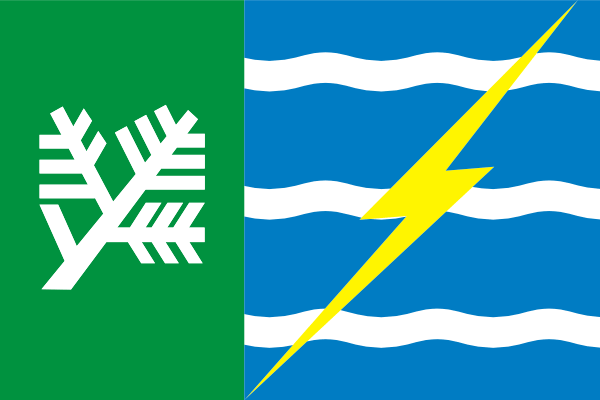
Vlajka Konakovského okresu

Konakovský okres (Rusky: Конако́вский райо́н) je jednou z šestatřiceti administrativních, municipálních jednotek Tverské oblasti v evropské části Ruska. Rozloha tohoto území činí 2 144 kilometrů čtverečních. Jedná se o nejjižněji lokalizovaý okres regionu, sousedí s okresy Kimrsky, Dubna, Dmitrovsky, Lotoshinsky, Kalininsky a s Moskevským okresem.
Administrativní centrum a většina správních orgánů leží ve městě Konakovo.

## Geografie

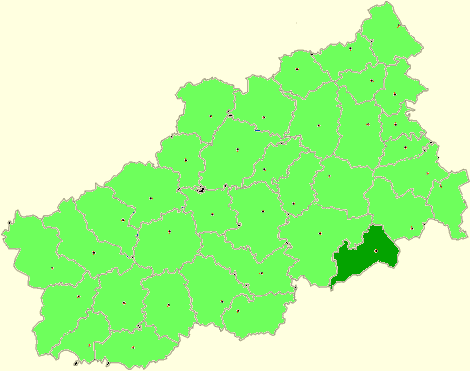
Mapa Tverské oblasti se zvýrazněným Konakovským okresem

Konakovský okres je nížinaté území, které leží na obou březích Volhy. Hlavním zdrojem vody je nádrž Ivankovo právě na Volze. Hlavní přítoky, které se do ní v tomto okrese vlévají jsou řeky Soz a Šoša. Z regionálního hlediska je důležitá také řeka Lama, levý přítok Šoši.

## Historie
Od 13. století patřilo území dnešního okresu pod správu Tverského knížectví.
V 18. století byla východní část zahrnuta do Moskevské gubernie a zbytek převeden pod správu nově zřízeného Tverského místokrálovství. To bylo ale zrušeno již v roce 1796 a region se dostal do správy nové Tverské gubernie, nové části Korechského újezdu, přičemž se většina správních orgánů nacházela ve městě Korcheva.
Dne 30. května 1922 došlo ke sloučení Korchevského újezdu s Kimsrským. Tomu od toho data náležela západní část, zatímco východní nadále spadala pod Moskevskou gubernii.  Obě byly ale zrušeny v roce 1929 a region se stal součástí Moskevského okresu, přičemž centrem zůstalo město Korcheva. Hned v následujícím roce došlo k dalším administrativním úpravám a okres se 26. února 1930 se stal autonomní jednotkou spravovanou Moskevským okresem.
Během druhé světové války byla západní část okresu obsazena německými vojsky.
Samostatnost včetně vlastních správních orgánů získal Konakovský okres v roce 1960. Když byla Korcheva zatopena kvůli stavbě přehrady Ivankovo, stalo se novým centrem Konakovo.

## Ekonomika

### Energetika
Největším podnikem okresu je tepelná elektrárna Konakovo, která je producentem více než 60% HDP okresu. 

### Průmysl
Konakovský okres je silně industrializovaný, v Tverské oblasti je třetí v množství průmyslové produkce za Tverským a Udomolským okresem. Mezi místní velkopodniky patří strojní závod na výrobu jeřábů a specializovaných nákladních automobilů ve městě Novotavidovski a izoplitský závod na materiály pro stavební průmysl.

### Agrikultura
Hospodářství je zaměřené na chov drůbeže a dobytka. Zemědělství stojí na pěstování zeleniny. Významný je také rybolov, který probíhá na otevřených vodních plochách i na rybích farmách.

### Doprava

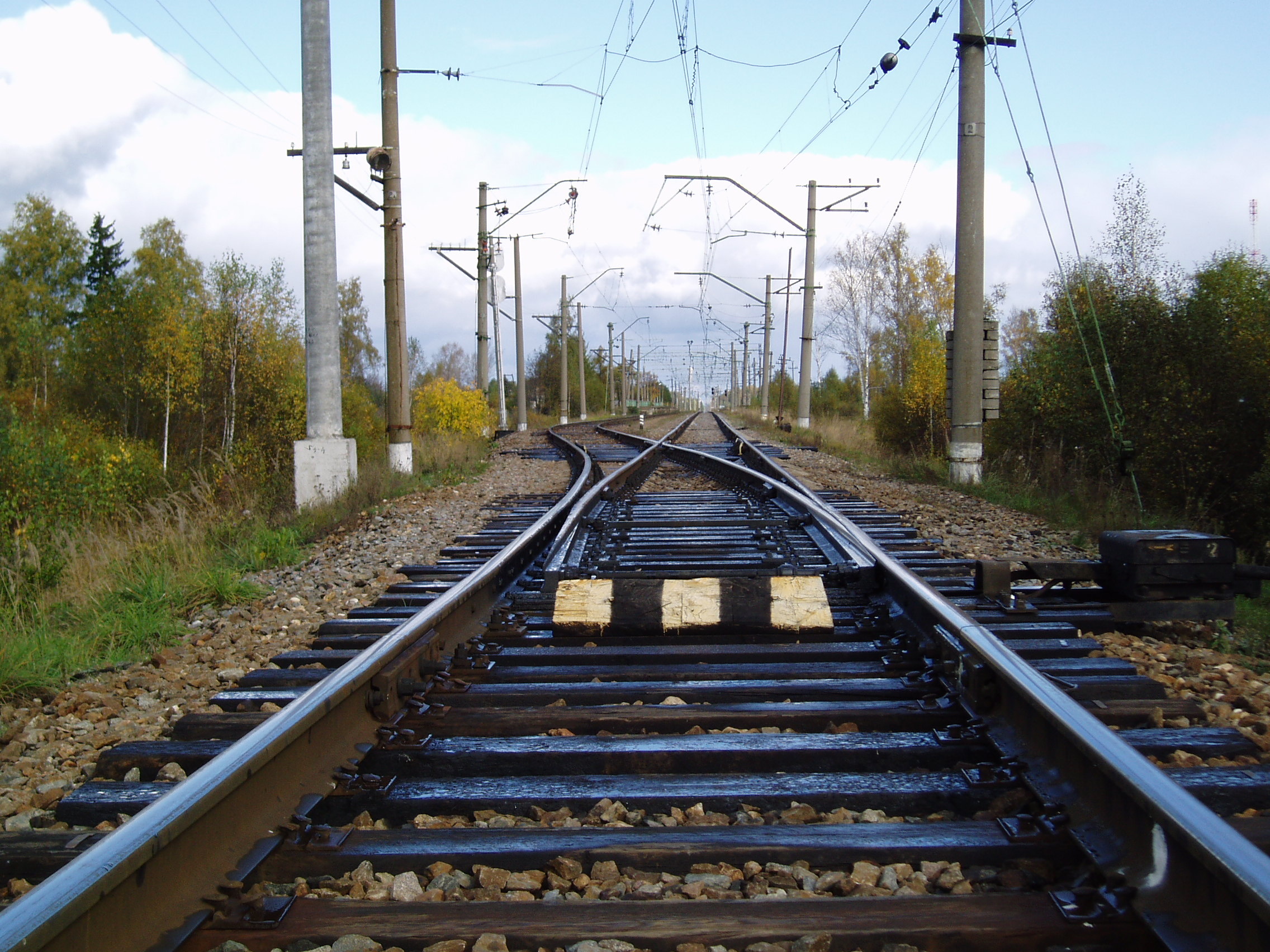
Místní železnice

Od severu k jihu protíná okres železnice spojující Moskvu s Petrohradem. Nejvýznamnější stanice jsou Zavidovo a Redkino. Také tudy od severozápadu na jihovýchod vede dálnice M10, významná spojka Moskvy a Petrohradu. Z té se v selu Zavidovo odvětvuje dálnice vedoucí do měst Konakovo a Kimry.
V okrese je rozvinutá autobusová doprava.

## Demografie
V roce 2010 zde žilo 87 125 obyvatel. Hustota osídlení tedy činí 41 obyvatel na kilometr čtvereční. Od tohoto sčítání se populace zmenšila, v roce 2018 činila 81 147 obyvatel. 
Distribuce populace není rovnoměrná, téměř polovina žije v Konakově.

## Kulturní památky

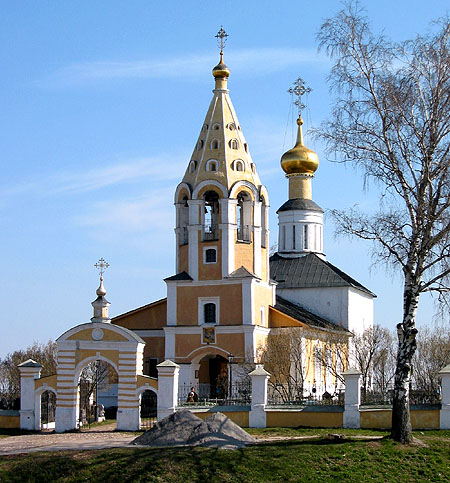
Kostel Narození svatého Theotokota, nejstarší kostel v Tverské oblasti

Nachází se zde čtyři památky spadající do Seznamu kulturního dědictví federálního významu, těmi je gorodnijký palácový komplex, kostel Narození Panny Marie a Poroshinův dům v selu Zavidovo a pomník připomínající události na kalininské frontě během druhé světové války. Krom toho je zde dalších 81 objektů klasifikovaných jako kulturní a historické dědictví lokálního dosahu. 